# Serie A 1988 (Ecuador)
La Serie A 1988 è stata la 30ª edizione della massima serie del campionato di calcio dell'Ecuador, ed è stata vinta dall'Emelec, giunto al suo sesto titolo.

## Formula
I 18 partecipanti disputano la prima fase in un girone all'italiana; l'ultima classificata viene retrocessa, mentre le prime 8 avanzano alla seconda fase. Nella seconda fase le formazioni qualificate vengono divise in due gruppi da 4; le prime due si disputano in finale la vittoria del titolo.

## Prima fase
|  | Pos. | Squadra                | Pt | G  | V  | N  | P  | GF | GS | DR  |
|  | ---- | ---------------------- | -- | -- | -- | -- | -- | -- | -- | --- |
|  | 1.   | LDU Quito              | 49 | 34 | 20 | 9  | 5  | 64 | 36 | +28 |
|  | 2.   | Emelec                 | 44 | 34 | 16 | 12 | 6  | 56 | 36 | +20 |
|  | 3.   | Macará                 | 41 | 34 | 13 | 15 | 6  | 50 | 32 | +18 |
|  | 4.   | Barcelona SC           | 40 | 34 | 13 | 14 | 7  | 50 | 25 | +25 |
|  | 5.   | Deportivo Quito        | 39 | 34 | 13 | 13 | 8  | 48 | 43 | +5  |
|  | 6.   | Universidad Católica   | 36 | 34 | 13 | 10 | 11 | 45 | 37 | +8  |
|  | 6.   | Filanbanco             | 36 | 34 | 14 | 8  | 12 | 38 | 33 | +5  |
|  | 8.   | El Nacional            | 35 | 34 | 12 | 11 | 11 | 49 | 41 | +8  |
|  | 9.   | Téc. Universitario     | 34 | 34 | 11 | 12 | 11 | 42 | 39 | +3  |
|  | 9.   | Aucas                  | 34 | 34 | 11 | 12 | 11 | 45 | 49 | -4  |
|  | 11.  | Deportivo Cuenca       | 33 | 34 | 7  | 19 | 8  | 41 | 45 | -4  |
|  | 12.  | Esmeraldas             | 32 | 34 | 11 | 10 | 13 | 40 | 50 | -10 |
|  | 13.  | Audaz Octubrino        | 31 | 34 | 12 | 7  | 15 | 32 | 43 | -11 |
|  | 14.  | Deportivo Quevedo      | 28 | 34 | 10 | 8  | 16 | 27 | 44 | -17 |
|  | 15.  | Juventus de Esmeraldas | 27 | 34 | 7  | 13 | 14 | 31 | 44 | -13 |
|  | 15.  | LDU Portoviejo         | 27 | 34 | 9  | 9  | 16 | 34 | 50 | -16 |
|  | 17.  | River Plate Riobamba   | 25 | 34 | 9  | 7  | 18 | 27 | 53 | -26 |
|  | 18.  | América de Quito       | 21 | 34 | 5  | 11 | 18 | 29 | 48 | -19 |

LDU Quito 2 punti bonus; Emelec 1.

## Seconda fase
Punti bonus: LDU Quito 2; Emelec 1.

### Gruppo 1
|  | Pos. | Squadra         | Pt | G | V | N | P | GF | GS | DR |
|  | ---- | --------------- | -- | - | - | - | - | -- | -- | -- |
|  | 1.   | Deportivo Quito | 8  | 6 | 2 | 4 | 0 | 8  | 4  | +4 |
|  | 2.   | LDU Quito       | 8  | 6 | 3 | 1 | 2 | 10 | 11 | -1 |
|  | 3.   | Macará          | 6  | 6 | 2 | 2 | 2 | 11 | 8  | +3 |
|  | 3.   | Filanbanco      | 3  | 6 | 1 | 1 | 4 | 5  | 11 | -6 |

### Gruppo 2
|  | Pos. | Squadra              | Pt | G | V | N | P | GF | GS | DR |
|  | ---- | -------------------- | -- | - | - | - | - | -- | -- | -- |
|  | 1.   | Emelec               | 9  | 6 | 2 | 4 | 0 | 7  | 4  | +3 |
|  | 2.   | Barcelona SC         | 7  | 6 | 2 | 3 | 1 | 8  | 5  | +3 |
|  | 3.   | El Nacional          | 6  | 6 | 2 | 2 | 2 | 9  | 10 | -1 |
|  | 3.   | Universidad Católica | 3  | 6 | 1 | 1 | 4 | 8  | 13 | -5 |

## Finale

### Andata
| Guayaquil                                                              | Emelec    | 3 – 0 referto | Deportivo Quito | Estadio Modelo Alberto Spencer Herrera |
| \| \| \| \| \| Beninca 39’ Verduga 70’ Cárdenas 89’ \| Marcatori \| \| |           |               |                 |                                        |
|                                                                        |           |               |                 |                                        |
| Beninca 39’ Verduga 70’ Cárdenas 89’                                   | Marcatori |               |                 |                                        |

### Ritorno
| Quito                                                        | Deportivo Quito | 1 – 1 referto | Emelec | Estadio Olímpico Atahualpa |
| \| \| \| \| \| Valdez 80’ (aut.) \| Marcatori \| 46’ Mina \| |                 |               |        |                            |
|                                                              |                 |               |        |                            |
| Valdez 80’ (aut.)                                            | Marcatori       | 46’ Mina      |        |                            |

## Verdetti
- Emelec campione nazionale
- Emelec e Deportivo Quito in Coppa Libertadores 1989
- América retrocesso.

## Classifica marcatori
| Gol |  |  | Giocatore             | Squadra              |
| --- |  |  | --------------------- | -------------------- |
| 19  |  |  | Jânio Pinto           | LDU Quito            |
| 17  |  |  | Magú                  | Universidad Católica |
| 17  |  |  | Rubén Beninca         | Emelec               |
| 16  |  |  | Raúl Avilés           | Emelec               |
| 16  |  |  | Aldomario Bittencourt | Universidad Católica |
| 16  |  |  | Jesús Cárdenas        | Emelec               |
| 15  |  |  | Pedro Muñoz           | LDU Quito            |
| 14  |  |  | Cristóbal Nazareno    | Esmeraldas           |
| 14  |  |  | Jorge Rodríguez       | Deportivo Cuenca     |
| 13  |  |  | Ermen Benítez         | El Nacional          |
| 13  |  |  | Carlos Berrueta       | Aucas                |
| 12  |  |  | Juan Martín Caballero | Macará               |
| 12  |  |  | Byron Tenorio         | El Nacional          |
| 12  |  |  | Miguel Ángel Tzitzios | LDU Portoviejo       |